# Blepharipa pilitarsis
Blepharipa pilitarsis là một loài ruồi trong họ Tachinidae.